# Titivillus

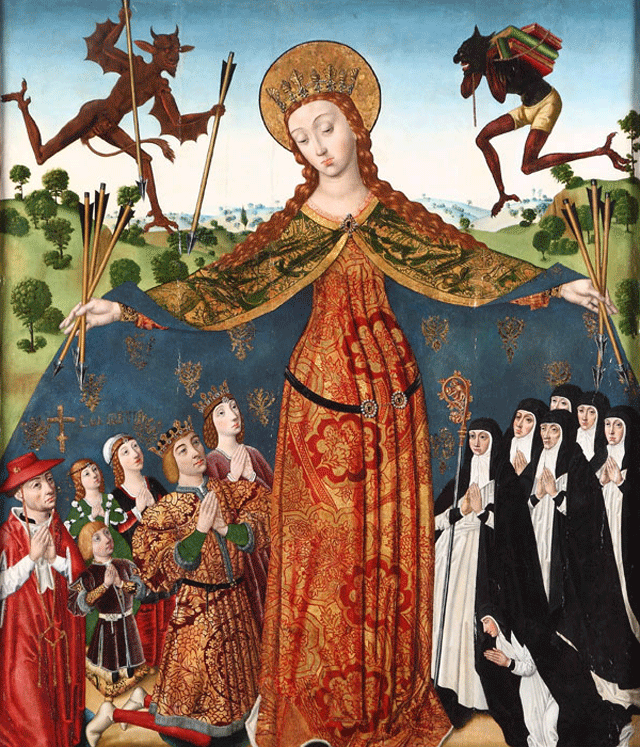
Diego de la Cruz, A Virgem da Misericórdia com os Reis Católicos e sua família. Monasterio de las Huelgas, Burgos. À direita, carregando um saco cheio de livros, Titivillus.

Titivillus é um demônio ao qual, na Idade Média, atribuia-se a responsabilidade pelos erros cometidos pelos amanuenses durante a escrita manual. Acreditava-se que ele era empregado por Belphegor, Lúcifer ou Satanás. A primeira menção do nome Titivillus foi encontrada no Tractatus de Penitentia (c. 1285 ), de João de Gales. Por outro lado, de acordo com alguns estudiosos, o primeiro a nomeá-lo foi o frade e escritor alemão Cesario de Heistenbach.
O Monasterio de Santa María la Real de las Huelgas em Burgos, Espanha, abriga um painel atribuído a Diego de La Cruz, onde acima do manto protetor da Virgem da Misericórdia estão dois demônios; um dos quais carrega um monte de livros no ombro, o que, para alguns estudiosos, representaria Titivillus.